# Comitatenses Palatini
Els comitatenses palatini (les "tropes del palau") o auxilia palatina eren una unita d'elit de l'exèrcit del Baix Imperi, que normalment formaven part dels comitatus praesentales, o exèrcits de l'escolta imperial. En l'elaborada jerarquia de graus del diferents cossos de l'exèrcit, els palatini se situaven un rang per sota dels scholares (membres dels regiments de cavalleria d'elit coneguts com a Escoles), però per damunt dels comitatenses (regiments d'infanteria pesant) i dels limitanei (tropes de les fronteres).
La paraula prové del llatí palatium, i fa referència a que aquests regiments originàriament servien d'escolta imperial. Més endavant se'ls trobava també als exèrcits dels comitatus (uns exèrcits mòbils de campoanya), encara que tenien un estatus i una paga més alta que la resta de regiments d'aquell cos. Quan es va escriure la Notitia Dignitatum (ca. 395) i en la part que feia referència a l'Imperi Romà d'Orient, el 80% dels regiments dels comitatus praesentales d'aquella part de l'Imperi tenien la categoria de palatini i el 14% eren comitatus regionals.
Els comitatenses palatini van ser creats per l'emperador Constantí I el Gran  després de llicenciar i dissoldre la Guàrdia Pretoriana l'any 312, i als seus inicis s'hi van integrar antics pretorians. Com passava als regiments dels comitatus, els regiments de cavalleria dels comitatenses palatini rebien el nom de vexillationes i els regiments d'infanteria es deien legiones o auxilia. Es creu que les vexillationes palatinae podien tenir entre 400 i 600 homes, les legiones palatinae entre 800 i 1200 i les auxilia palatina entre 800 i 1000 i de vegades entre 400 i 600.